# Monorail (Slagharen)
De Pioneer Express 63 (voorheen Monorail) is een monorail in Attractiepark Slagharen.

## Geschiedenis
De monorail werd in 1978 geopend en is gemaakt door Anton Schwarzkopf. De monorail rijdt door het hele park in een rondrit en ten tijden van de opening had het twee instappunten. Een punt bevindt zich bij de ingang van het park, naast de kabelbaan en het andere punt vond zich in de grote hal achter in het park.
Begin 2015 werd de baan van de monorail deels aangepast. Het station achter in het park zou verhuisd worden naar Main Street, vanwege de bouw van het nieuwe zwemcomplex Aqua Mexicana waar het station zich tot dan toe bevond. Omwille van de bouwwerkzaamheden aan het zwemcomplex was de attractie buiten gebruik tot mei 2015. De attractie heropende uiteindelijk met één station.
In 2021 werd deze attractie omgedoopt van Monorail naar Pioneer Express 63. Onderweg krijgt men de geschiedenis van Attractie- & Vakantiepark Slagharen te zien.

## Passagiers
Om in de monorail te mogen, dient men minimaal 1,30 meter lang te zijn; kinderen onder de 1,30 meter mogen onder begeleiding van een volwassene mee.

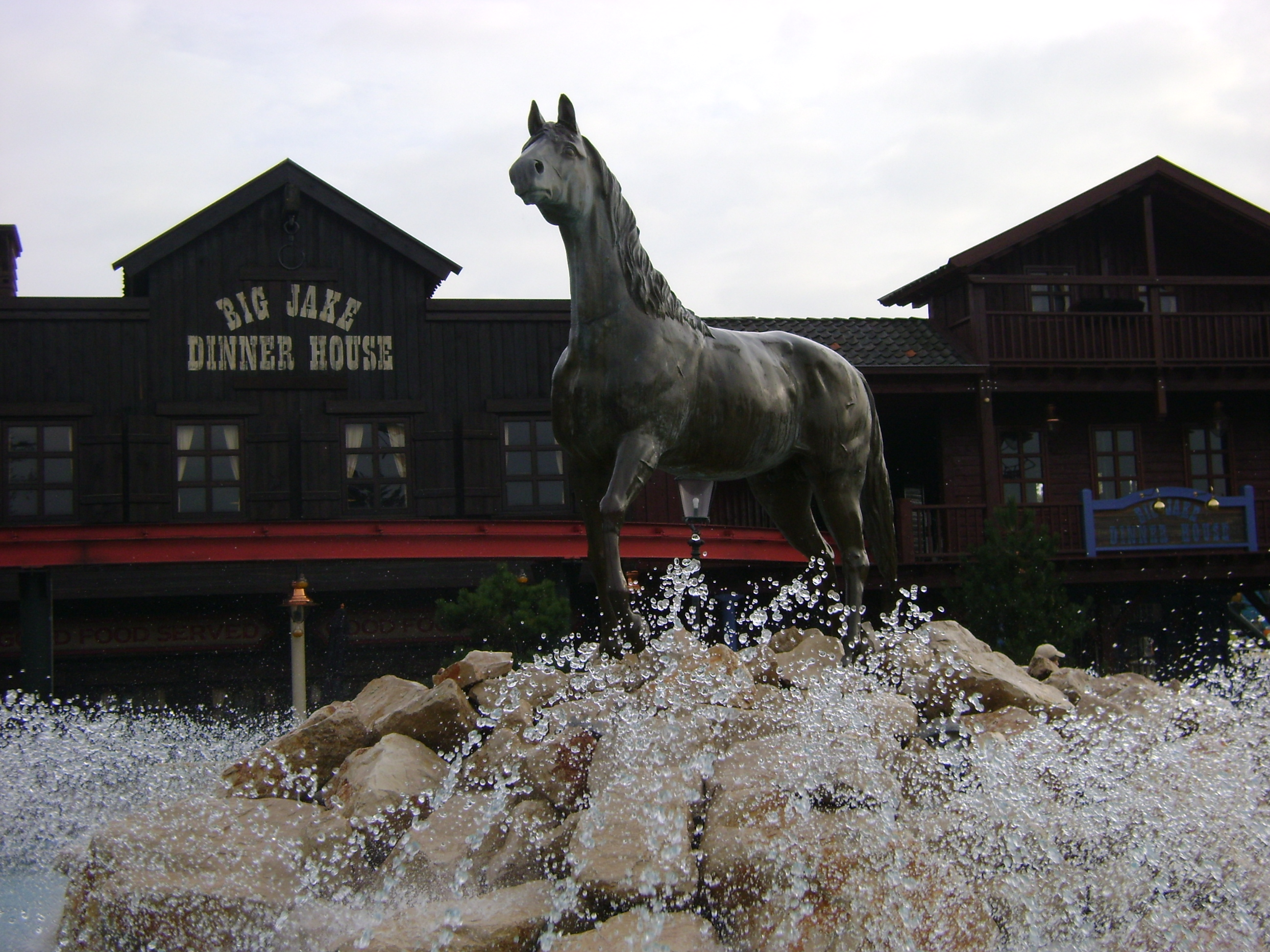
Standbeeld op het centrale plein, met de monorail op de achtergrond van de foto

Afbeeldingen · Main Street